# هادژی دیمیتار (روستا)
هادژی دیمیتار (به بلغاری: Hadzhi Dimitar) یک منطقهٔ مسکونی در بلغارستان است که در شهرستان کاوارنا واقع شده‌است.